# Miron Lifintsev
Miron Alexándrovich Lifintsev (en ruso: Мирон Александрович Лифинцев; Víborg, 25 de abril de 2006) es un deportista ruso que compite en natación, especialista en el estilo espalda.
Ganó dos medallas de oro en el Campeonato Mundial de Natación de 2025 y cinco medallas de oro en el Campeonato Mundial de Natación en Piscina Corta de 2024.
En diciembre de 2024 estableció una nueva plusmarca mundial en piscina corta del relevo 4 × 100 m estilos (3:18,68).

## Palmarés internacional
| Campeonato Mundial                  | Campeonato Mundial  | Campeonato Mundial | Campeonato Mundial      |
| Año                                 | Lugar               | Medalla            | Prueba                  |
| ----------------------------------- | ------------------- | ------------------ | ----------------------- |
| 2025                                | Singapur (Singapur) | Medalla de oro     | 4 × 100 m estilos       |
| 2025                                | Singapur (Singapur) | Medalla de oro     | 4 × 100 m estilos mixto |
| Campeonato Mundial en Piscina Corta |                     |                    |                         |
| Año                                 | Lugar               | Medalla            | Prueba                  |
| 2024                                | Budapest (Hungría)  | Medalla de oro     | 50 m espalda            |
| 2024                                | Budapest (Hungría)  | Medalla de oro     | 100 m espalda           |
| 2024                                | Budapest (Hungría)  | Medalla de oro     | 4 × 50 m estilos mixto  |
| 2024                                | Budapest (Hungría)  | Medalla de oro     | 4 × 100 m estilos       |
| 2024                                | Budapest (Hungría)  | Medalla de oro     | 4 × 100 m estilos mixto |